# Kakothrips robustus
Ärttrips (Kakothrips robustus) är en insektsart som först beskrevs av Jindřich Uzel 1895.  Kakothrips robustus ingår i släktet Kakothrips, och familjen smaltripsar. Enligt den finländska rödlistan är arten otillräckligt studerad i Finland. Arten är reproducerande i Sverige. Artens livsmiljö är friska gräsmarker.